# Stammheimprocessen

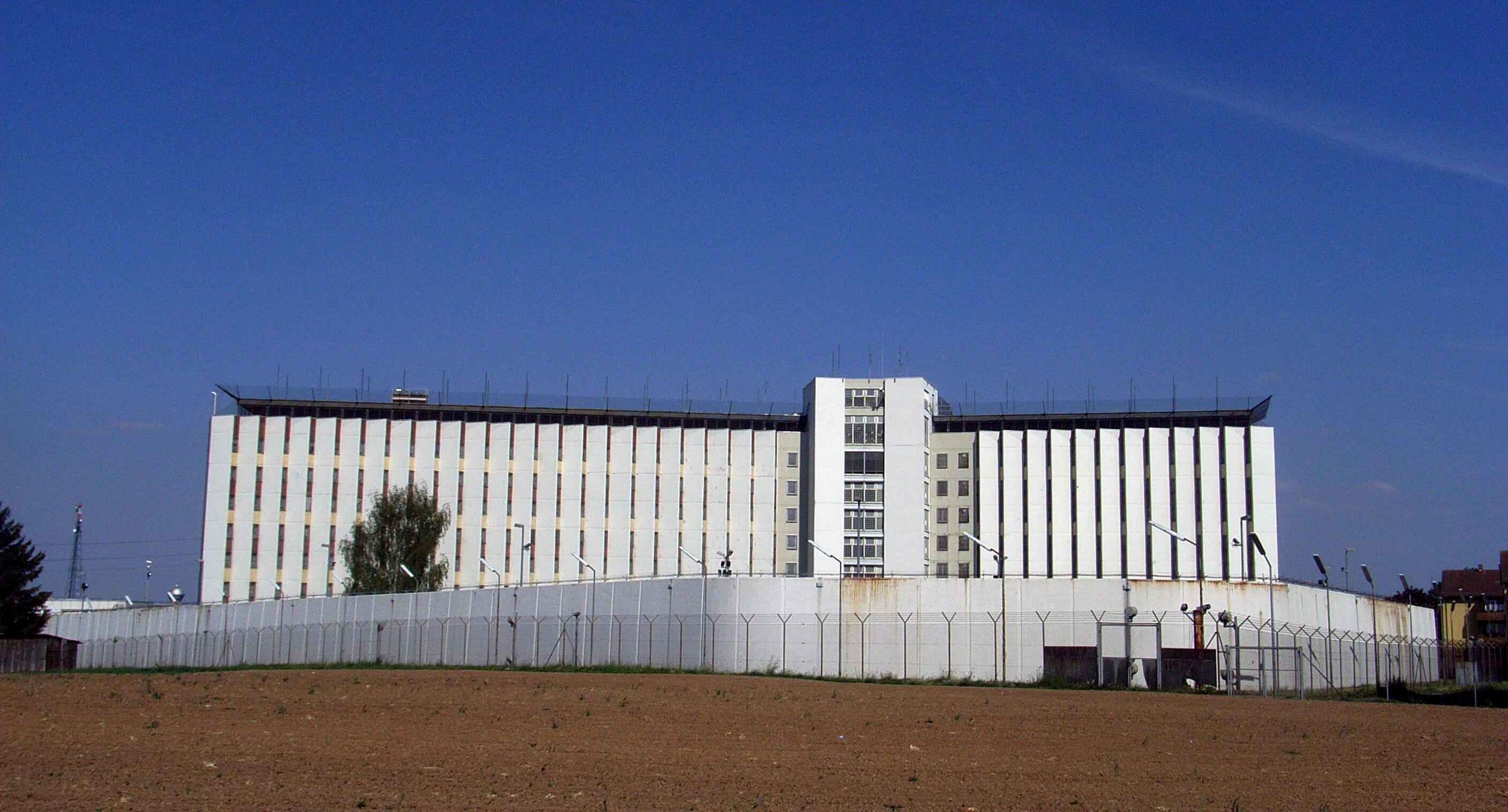
Stammheimfängelset.

Stammheimprocessen var en rättegång där ledarna för Röda armé-fraktionens första generation ställdes inför rätta. På de anklagades bänk satt Andreas Baader, Gudrun Ensslin, Ulrike Meinhof och Jan-Carl Raspe. (Holger Meins hade avlidit 1974 till följd av en hungerstrejk.)
Rättegången, som pågick från den 21 maj 1975 till den 28 april 1977, tillhör de mest välbevakade i historien och ägde rum inne på Stammheimfängelsets område i Stuttgart.